# La Lame infernale
Série Lycéennes en péril
Mais... qu'avez vous fait à Solange ?
(1972) Énigme rouge
(1978)
Pour plus de détails, voir Fiche technique et Distribution.
La Lame infernale (La polizia chiede aiuto), est un film italien réalisé par Massimo Dallamano et sorti en 1974. Il met en scène Claudio Cassinelli, Giovanna Ralli, Mario Adorf, Franco Fabrizi, Farley Granger et Marina Berti dans les rôles principaux. Ce film se distingue par son mélange de deux genres populaires en  Italie à l'époque : le poliziottesco et le giallo.

## Synopsis
Le corps d'une jeune fille, Silvia Polvesi, est retrouvé pendu dans le grenier d'une maison d'un petit village de la province de Brescia. Les faits suggèrent d'abord un suicide. La police ouvre une enquête, d'abord conduite par le commissaire Silvestri puis par le commissaire Valentini, sous la coupe de la procureur adjointe Vittoria Stori. Les enquêteurs mettent au jour un réseau de prostitution de mineures impliquant de hauts politiques italiens et un scandale risque d'exploser. Mais l'enquête s'emballe encore plus dangereusement lorsqu'un homme habillé en motard, dont le visage est dissimulé sous un casque de moto, tente d'assassiner les enquêteurs et les témoins gênants.

## Fiche technique
- Titre original : La polizia chiede aiuto (litt. « La Police demande de l'aide »)
- Titre français : La Lame infernale
- Réalisation : Massimo Dallamano
- Scénario : Massimo Dallamano et Ettore Sanzò
- Photographie : Franco Delli Colli (it)
- Musique : Stelvio Cipriani
- Montage : Antonio Siciliano (it)
- Direction artistique : Franco Bottari
- Production : Paolo Infascelli
- Société(s) de production : Primex Italiana
- Société(s) de distribution : Produzioni Atlas Consorziate
- Pays de production :  Italie
- Genre : Néo-polar italien, Giallo
- Durée : 90 minutes
- Dates de sortie :
  - Italie : 10 août 1974
  - France : 10 septembre 1980

## Distribution
- Claudio Cassinelli (VF : Bernard Murat) : Le commissaire Silvestri
- Giovanna Ralli (VF : Perrette Pradier) : La procureure adjointe Vittoria Stori
- Mario Adorf (VF : Jacques Dynam) : Le commissaire Valentini
- Nando Murolo (it) (VF : Jacques Ferrière) : Le sergent Giardina
- Franco Fabrizi : Bruno Paglia
- Micaela Pignatelli (VF : Béatrice Delfe) : Rosa
- Marina Berti (VF : Jacqueline Cohen) : Mme Polvesi
- Farley Granger : M. Polvesi
- Steffen Zacharias (it) (VF : Francis Lax) : Le professeur Beltrame
- Corrado Gaipa : Le procureur de la république
- Eleonora Morana (it) (VF : Paule Emanuele) : La servante des Polvesi
- Paolo Turco : Marcello Tosti
- Salvatore Puntillo (it) : Napoli
- Sherry Buchanan : Silvia Polvesi
- Roberta Paladini : Patrizia Valentini
- Luigi Antonio Guerra (it) : Un journaliste
- Renata Moar : Laura
- Adriana Falco (VF : Dominique MacAvoy) : Giuliana Bigi
- Clara Zovianoff : Mme Talenti
- Leonardo Severini (it) : Russo
- Lorenzo Piani : Un journaliste
- Giancarlo Badessi : L'avocat de Bruno Paglia
- Francesco D'Adda : un docteur
- Attilio Dottesio : Le médecin légiste

## Production
Ce film a été tourné dans plusieurs villes de Lombardie : Brescia, Botticino, Desenzano del Garda, Manerba del Garda et Marone.

## Accueil critique
D'après Olivier Père, « La Lame infernale exploite le même filon de l’adolescence pervertie [que Mais... qu'avez vous fait à Solange ?], empruntant cette fois-ci la forme du film dossier explorant les zones les plus sordides de la société italienne, entre roman de gare style « brigade des mœurs », du sous Elio Petri et du simili Damiano Damiani ».